# 金春流
金春流（こんぱる-りゅう）は能楽の流派の一。こんぱるの読みに対して、明治維新までの表記では「今春」・「今晴」としているものもある。大和猿楽四座（やまとさるがくよざ）の一つである円満井座（旧えんまんいざ・現在えんまいざ）を前身としている。明治維新まではシテ方金春流、大鼓方金春流、太鼓方金春流が存在したが、大鼓方（おおつづみかた）金春流が明治期に廃絶したため、現在ではシテ方と太鼓方（たいこかた）が残っている。

## シテ方金春流
能楽最古の歴史を有する流儀であり、室町時代前期に奈良春日大社・興福寺に奉仕した円満井座・金春座・竹田座が前身で、伝説の上では聖徳太子に近侍した秦河勝を初世としており、現宗家金春憲和を八十一世としている。直接の祖先としては同座の中心的な太夫として活躍した室町時代の五十三世宗家毘沙王権守が記録をたどれる最も古い人物である。その三男金春権守が流儀の基礎を築き、金春権守の孫である五十七世宗家金春禅竹を流儀中興の祖とする。宝山寺に所蔵されている金春禅竹自筆の円満井座系図に、上宮王太子（聖徳太子）、秦河勝、秦氏安、毘沙王権守から金春禅竹までの系図が残されている。
流儀中興の祖、五十七世金春禅竹は能楽の大成者世阿弥の娘婿で、世阿弥から『六義』『拾玉得花』のほか多くの伝書を相伝されるなど、世阿弥とは親密な関係であった。岳父の薫陶を得た禅竹は、名曲と謳われる「杜若」や「野宮」などの能作、また『六輪一露之記』『歌舞髄脳記』『明宿集』など、多くの伝書を残すなど、世阿弥の事績を受け継ぎ能楽大成に大きく寄与した。
禅竹以後も能作者として有名な五十九世金春禅鳳や伝書を書き残した六十二世金春安照などを輩出した。安照は太閤豊臣秀吉に贔屓庇護され、金春流は能楽の中で重きをなした。江戸時代よりは観世座に次ぐ序列で、金春八左衛門家、竹田権兵衛家、大蔵大夫家など多くの分家を有した。現在の主な地盤は、東京・奈良・名古屋・熊本・福岡・鹿児島などで、芸風は、謡も型も古い様式を随所に残す、古風で素朴雄渾なものと言われる。

### 円満井座創座を巡る伝承
禅竹は、自家に伝わる伝承を基に『明宿集』を物し、猿楽の創始について述べている。
「明宿集」によれば、日本における猿楽の創始者は聖徳太子の寵臣・秦河勝であったとされる。河勝は太子に従って物部守屋討伐などに功を挙げる一方、太子に命じられて猿楽の技を行い、天下の太平を祈願した（禅竹は河勝を「翁」の化身とし、また始皇帝の転生と見た）。その後河勝の三人の子のうち、末子が猿楽の芸を引き継ぎ、代々継承したといい、村上天皇の代にはその末裔・秦氏安が紫宸殿で「翁」を演じた。この氏安が円満井座の中興の祖となり、以下禅竹に至るまで代々猿楽の徒として活躍したという。

### 金春禅竹の活躍
金春流と金剛流は、観阿弥らが京都に進出したのちもながらく奈良を本拠地とし、そこにとどまっていたが、禅竹のころから徐々に京都に進出していった。世阿弥に師事し、その娘婿となった禅竹は、世阿弥から「拾玉得花」「花鏡」等の伝書を相伝するとともに、その演技によって当時の知識人たちから人気を集めた。また禅竹は作能にもすぐれた手腕を見せ、「定家」「芭蕉」「杜若」など現在でも演じられる佳曲を次々と生みだした。さらに「六輪一露の説」を中心とする芸論においても後代に大きな影響を与えた。

### 金春禅鳳
このように世阿弥没後の猿楽にあって、禅竹を中心とする金春流はひろい人気を集め、大勢力となった。この時期特に活躍した人物としては禅竹の孫にあたる金春禅鳳（五十九世宗家）がいる。禅鳳は風流能の流行を担った中心的な作者であり、「生田敦盛」「初雪」などを書いた。

### 全盛期
金春流がその全盛期を迎えたのは、戦国時代末期、特に豊臣秀吉が天下統一を果たしてからである。金春安照（六十二世宗家）に秀吉が師事したために、金春流は公的な催能の際には中心的な役割を果たし、政権公認の流儀として各地の武将たちにもてはやされることとなった。秀吉作のいわゆる「太閤能」も安照らによって型付されたものである。安照は小柄で醜貌と恵まれない外見だったと伝えられるが、重厚な芸風によって能界を圧倒し、大量の芸論や型付を書残すなど、当時を代表する太夫の一人であった。
この当時の金春流を代表する人物として、もう一人下間少進が挙げられる。本願寺の坊官である少進は金春喜勝（号笈蓮。安照の父。六十一世宗家）に師事した手猿楽の第一人者で、各地の大名を弟子に持ち、金春流では長らく途絶していた秘曲「関寺小町」を復活させ、「童舞抄」などの伝書を記すなどの活躍を見せた。

### 近世期
江戸幕府開府後も、金春流はその勢力を認められて四座のなかでは観世流に次ぐ第二位とされたものの、豊臣家とあまりに親密であったことが災いし、流派は停滞期に入ってゆく。その一方で観世流は徳川家康が、喜多流は徳川秀忠が、宝生流は徳川綱吉が愛好し、その影響によって各地の大名のあいだで流行していった。
この時期、金春流は特に奈良と深い関係を持ち、領地を拝領し（他の流派は扶持米）、ほかの流儀が興福寺との関係をうすれさせゆくなかで薪能に謹仕するなど、独特の態度を見せた。地方で行われる翁神事の中には、金春流の影響を受けたものが少なくない。また大和の所領では幕末、兌換紙幣である金春札を発行するなど、経済的にも恵まれていた。しかしこの金春札は、維新後の混乱で価値を失い、金春家が経済的に没落する原因の一つともなった。

### 維新後
明治維新後、金春宗家は奈良などで細々と演能を続けているにすぎなかったが、こうした流儀の危機にあって一人気を吐いたのが、宝生九郎、梅若実とともに「明治の三名人」といわれた桜間伴馬（後に左陣）である。熊本藩細川家に仕えていた桜間家は維新後に上京。能楽全体が危殆に瀕していた時期にあって、舞台、装束、面などが思うように手に入らない劣悪な環境のなかで、宝生九郎らの援助によって演能をつづけ、東京における金春流の孤塁を守った。伴馬の子・桜間弓川も父の後を承けて活躍した。
その後は桜間道雄のほか、七十八世宗家金春光太郎（八条）の長男・金春信高が上京し、奈良にとどまった叔父・栄治郎（七十七世宗家）などともに流儀の頽勢を挽回すべくつとめた。七十九世宗家を襲った信高は、他流に比べて整備の遅れていた謡本を改訂し（昭和版）、復曲などによる現行曲の増補につとめ（金春流の所演曲は五流のなかでももっとも少なく、大正末年の時点で153曲しかなかった。しかもこのなかには「姨捨」「砧」など多くの秘曲・人気曲が含まれておらず、この点が流勢低迷の要因の一ともなっていた）、積極的に女流能楽師を認めるなど、多くの改革を行った。

### 現状
現在、シテ方金春流は東京、奈良、熊本、名古屋などを主たる地盤として活動し、能楽協会に登録される役者は100名強である。型、謡とも濃厚に下掛りの特色を残し、芸風は五流のなかでももっとも古風と評される。宗家は信高の長男八十世金春安明（こんぱるやすあき）が継承した後に、現在安明の長男金春憲和（こんぱるのりかず）が八十一世宗家を継承している。

## 主な宗家

### 明治維新以前歴代宗家
| 世       | 氏名                                     | 法名・通称・号等                                             | コメント |
| -------- | ---------------------------------------- | ------------------------------------------------------------ | --- |
| 初世     | 秦河勝（はだのこうかつ）                 |                                                              | 聖徳太子時代（飛鳥時代、西暦600年頃）の人。宗家系図では秦河勝を遠祖とする。 |
| ？       | 秦氏安（はだのうじやす）                 |                                                              | 平安時代、村上天皇の命で紫宸殿にて現代の翁の原型となる猿楽の奉納を行う。 |
| 五十三世 | 毘沙王権守（びしゃおうごんのかみ）       |                                                              | 南北朝時代の人で秦河勝から53世。猿楽（能）の家として事実上の流祖とみられる。長男に光太郎（54世）、次男に千徳、三男に金春権守（こんぱるごんのかみ）がいる。在名・竹田と記述している文献あり。 |
| 五十七世 | 金春氏信（こんぱるうじのぶ）             | 金春禅竹（こんぱるぜんちく）                                 | 1405～1470頃。金春権守の孫。金春弥三郎の子。金春流中興の祖と呼ばれる。世阿弥の女婿で世阿弥と禅竹は師弟関係にあり、世阿弥の業績を継承発展させた。「野宮」「芭蕉」「定家」など多くの名曲と、『六輪一露之記』など数々の伝書を残した。 |
| 五十九世 | 金春八郎元安（こんぱるはちろうもとやす） | 金春禅鳳（こんぱるぜんぽう）                                 | 1454年生まれ。没年不明。 足利義政の時代、父・宗筠の急逝により27歳で宗家を継承。観世としのぎを削り、本拠地の奈良から京都へ活躍の場を広げ、1505年に京都の粟田口で勧進能を興行し金春の名を轟かせた。「嵐山」「一角仙人」「初雪」など異彩を放つ個性的な曲を残している。『禅鳳雑談』『反故裏之書』などの伝書も残している。また、金春禅鳳自筆本と呼ばれる謡本が現存し、最古の謡本に属する。なお、観世流6世観世元広は女婿にあたる。 |
| 六十一世 | 金春八郎喜勝（こんぱるはちろうよしかつ） | 金春岌連（こんぱるぎゅうれん）                               | 1510～1583。名手の誉れが高い。また金春喜勝自筆本と呼ばれる謡本が現存。 |
| 六十二世 | 金春八郎安照（こんぱるはちろうやすてる） | 金春禅曲（こんぱるぜんきょく）                               | 1549～1621。金春の能に耽溺した豊臣秀吉が贔屓にした名手。金春は他座を圧倒し徳川家康にも庇護された。慶長8年（1603）二条城での徳川家康将軍宣下祝賀能に金春氏勝と父子で出演。慶長10年（1605）伏見城での徳川秀忠将軍宣下祝賀能にも金春氏勝と父子で出演。金春安照自筆本と呼ばれる謡本が現存。また、金春安照装束付・金春安照仕舞付が伝存。なお、後に喜多流を創設する金剛三郎（1586～1653、後の北七大夫）は女婿。                    |
| 六十三世 | 金春七郎氏勝（こんぱるしちろううじかつ） |                                                              | 35歳で早世。金春大夫安照の長男。金春氏勝は柳生新陰流や宝蔵院流槍術の達人でもあった。慶長3年（1598）2月11日、興福寺薪能で「関寺小町」を所演。 慶長15年（1610）没。 |
| 六十五世 | 金春八郎元信（こんぱるはちろうもとのぶ） | 金春即夢（こんぱるそくむ）                                   | 1626～1703。生涯に秘曲「関寺小町」を11回も舞うなど賛否のある人物だった。慶安4年（1651）江戸城での徳川家綱将軍宣下能に出演。寛文5年（1665）江戸本所で勧進能を催す。延宝8年（1680）江戸城での徳川綱吉将軍宣下能に出演。 |
| 六十九世 | 金春七郎氏綱（こんぱるしちろううじつな） | 金春禅林（こんぱるぜんりん）・金春禅休（こんぱるぜんきゅう） | 安永7年（1775）没。行年72歳。延享2年（1745）江戸城での徳川家重将軍宣下能に出演。 |
| 七十三世 | 金春七郎元昭（こんぱるしちろうもとてる） | 金春禅心（こんぱるぜんしん）                                 | 天保8年（1837）徳川家慶将軍宣下能に出演。嘉永3年（1850）没。行年58歳。 |
| 七十四世 | 金春八郎広成（こんぱるはちろうひろしげ） |                                                              | 1830～1896。幕末明治維新期にあたり、金春札をめぐる金融恐慌などをうけ困窮を極める。この頃、伝来の面・装束の多くが金春家から流出した。後年、東京に上京し芝能楽堂を中心に出勤し、櫻間左陣とともに東京の金春流復興に尽力した。1888年には青山大宮御所御能御用達に任命された。 |

### 明治維新以降歴代宗家
- 七十四世 金春広成
  - 七十三世の養子。生家は別家金春八左衛門家。
- 七十五世 金春八郎義広
  - 七十四世の三男。
- 七十六世 金春七郎広運
- 七十七世 金春栄治郎
  - 七十六世の次男。
- 七十八世 金春八条
  - 七十六世の長男。
- 七十九世 金春信高
  - 七十八世の長男。
- 八十世 金春安明
  - 七十九世の長男。
- 八十一世 金春憲和
  - 八十世の長男。

## 大鼓方
大鼓方金春流は太鼓方金春又右衛門の子三郎右衛門が、大鼓方大倉流五世大蔵源右衛門に師事して一流を立てたものである。明治後に廃絶した。

## 太鼓方
太鼓方金春流（一名・惣右衛門流）は、金春禅竹の伯父金春豊氏（?～1458年）を流祖とする。代々金春座の座付として一族内で世襲し、二世金春勝国（豊氏の甥にあたる）は「吉備津宮」など謡曲作者としても活躍した。
座内の分業が定着する室町時代後期ごろからは、親子間の世襲が多くなり、『四座役者目録』などに多くの逸話を残す三世勝氏（豊氏の子）、金春禅鳳・氏照らの舞台につきあい権守に任せられた四世氏重（勝氏の子）の二代は際だった名人として知られる。五世長誥（宗意）に至って名を川井惣右衛門と改め、六世一峰（宗岸）の代に徳川家康に出仕して以後、江戸時代を通じて専ら惣右衛門流の名により金春座の座付となる。
維新後の能楽衰退期に一時宗家の家系が途絶えたが、熊本から上京した増見仙太郎が流儀の孤塁を守り、多くの高進を育成した。後に増見の子・林太郎が1917年に宗家を復興して、金春惣右衛門国泰（二十一世）を名乗り、柿本豊次（人間国宝）らとともに活躍した。現宗家は金春惣右衛門国長（人間国宝、2014年没）の孫、金春惣右衛門國直（二十四世）。能楽協会には20名弱の役者が登録されている。
元来は朴強な芸風であったと言われるが、二十一世惣右衛門によって近代的な軽快さが加味されるようになった。観世流に比べて撥の扱いが軟らかく、掛け声の多いことが特色。譜そのものも手数が多く、全体に華やかな印象がつよい。

### 宗家代々
- 初世 金春豊氏
  - シテ方金春禅竹の伯父。
- 二世 金春勝国
  - 金春禅竹の弟。
- 三世 金春勝氏
  - 二世の子。
- 四世 金春氏重
- 五世 金春長誥
  - 四世の養子。
- 六世 金春惣右衛門
  - 金春長誥の子。
- 十世 金春国尚
- 十九世 高安泰三
  - 十八世の養子。嗣子がおらず断絶。
- 二十一世 金春惣右衛門国泰
  - 二十世 川井彦兵衛の女婿の増見仙太郎の長男。
- 二十二世 金春惣右衛門国長
  - 二十一世の長男。
- 二十三世 金春國和
  - 二十二世の長男。
- 二十四世 金春惣右衛門國直
  - 二十三世の長男。

### 又右衛門流
太鼓方金春又右衛門流は、惣右衛門家の分家として活動した太鼓方の流儀。三右衛門流とも呼ぶ。初世又右衛門は金春岌蓮の甥で、似我与左衛門に師事し、「又右衛門台」と呼ばれる太鼓の台を考案したことでも有名。
豊臣秀吉・徳川家康に仕え、後に上意によって観世流の座付きとなって、姓も一時「観世」に改めた。江戸後期には宗家は「観世与左衛門」とも名乗った。
初世以来観世流の芸系に属し、金春流の太鼓とはまったく異なる。現在では廃絶。

## 金春座の構成
- シテ方-金春流
- ワキ方-春藤流
- 小鼓方-幸流、大倉流
- 大鼓方-大倉流、金春三郎右衛門流（金春三郎右衛門家）
- 太鼓方-金春流、金春三郎右衛門流（金春又右衛門家）、金春流（金春惣右衛門家・増見家）
- 狂言方-大蔵流

## 金春家伝来の能面・能装束
明治維新後、困窮した金春家は家伝の能面・能装束類の一部を京都や大阪で売却した。能面や装束がなければ、春日若宮おん祭での演能ができなくなってしまうことから、明治9年（1876年）、春日神社（現・春日大社）は、金春家に残った面・装束類を引き取った。これらの面・装束類は、諦楽舎（ていらくしゃ）という民間団体が管理することとなった。この諦楽舎とは、奈良の実業家今村勤三が中心になり、地元の有志が結成した保存会である。昭和25年（1950年）、これらの面・装束類（能狂言面47面、装束類190件余）は東京国立博物館によって購入された。
東京国立博物館所蔵の金春家伝来品のうち、能狂言面は47面が一括して重要文化財に指定され、装束は能衣装7件（2018年現在）が重要文化財に指定されている。能面は大部分が江戸時代の作品だが、南北朝から室町時代にさかのぼるものもあり、猩々（しょうじょう）、曲見（しゃくみ）などは金春家の本面（後世、多くの写しが作られるもととなったオリジナルの名物面で、多くは室町時代の作）の可能性が高い。そのほか、翁、尉（じょう）、鬼神、男面、女面などの代表的な面種が一通りそろっている。
金春家伝来の能面（東京国立博物館蔵）

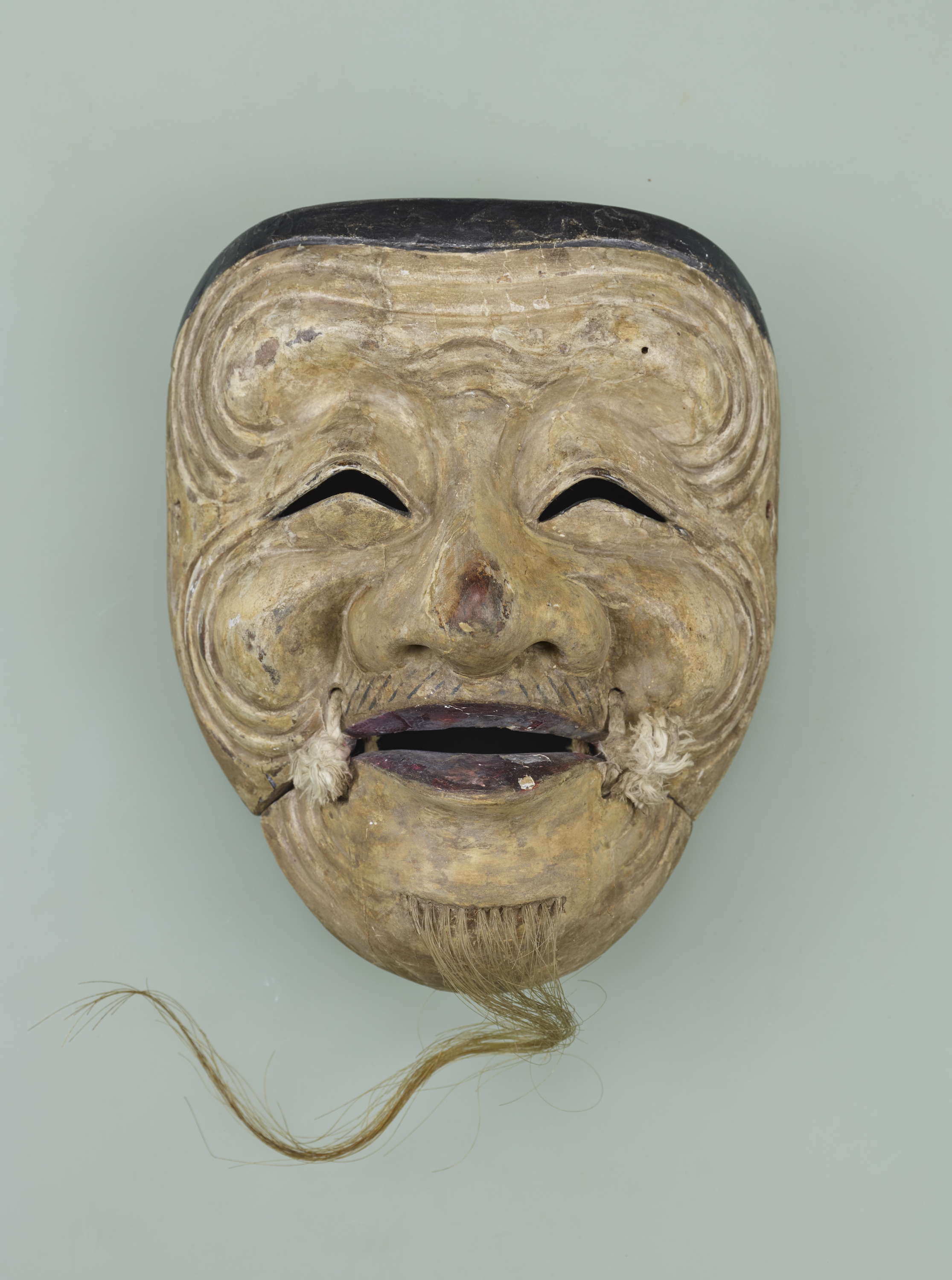
翁（白式尉）（おきな・はくしきじょう） 室町時代 15世紀
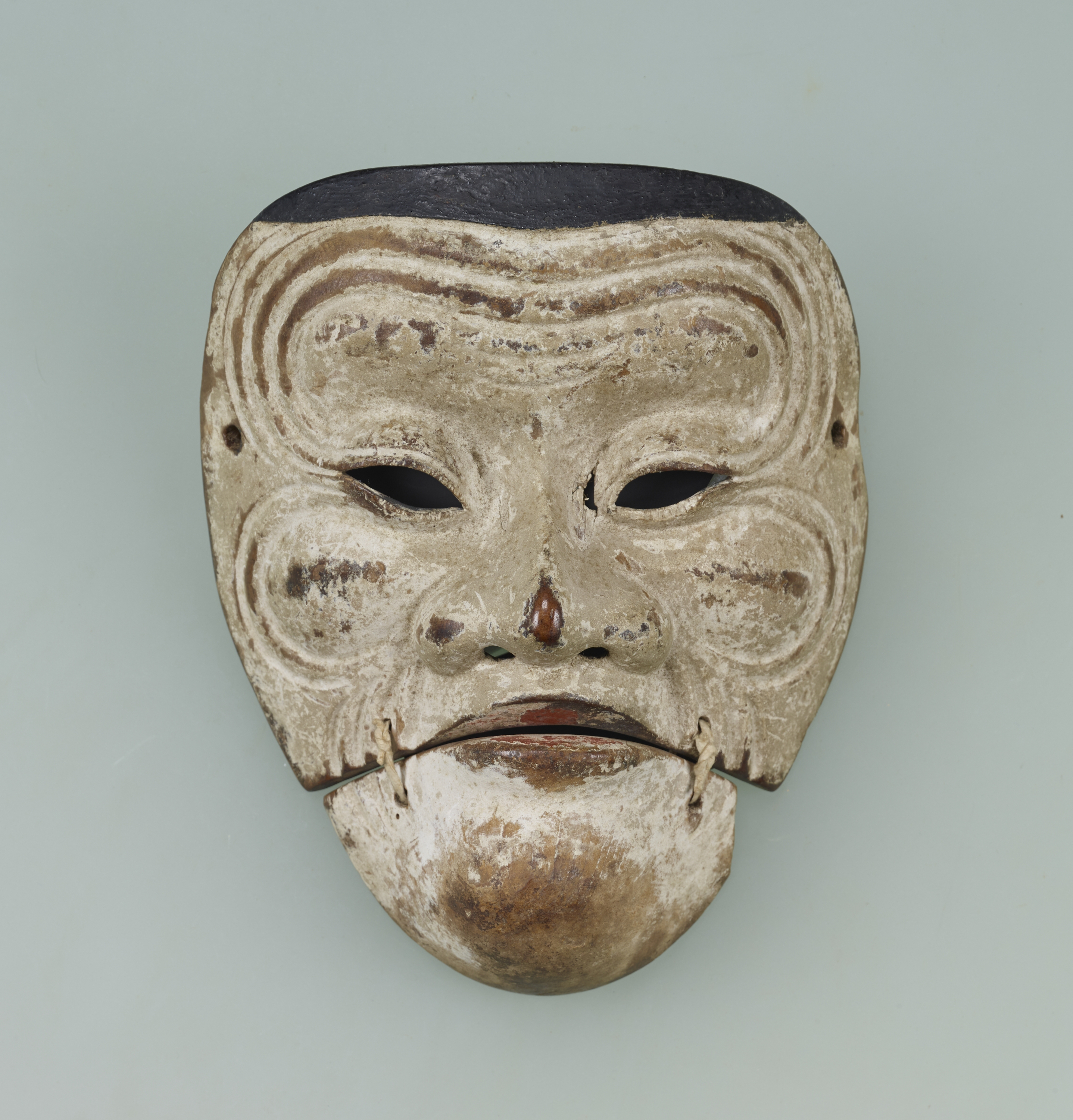
父尉（ちちのじょう） 南北朝 - 室町時代 14 - 15世紀
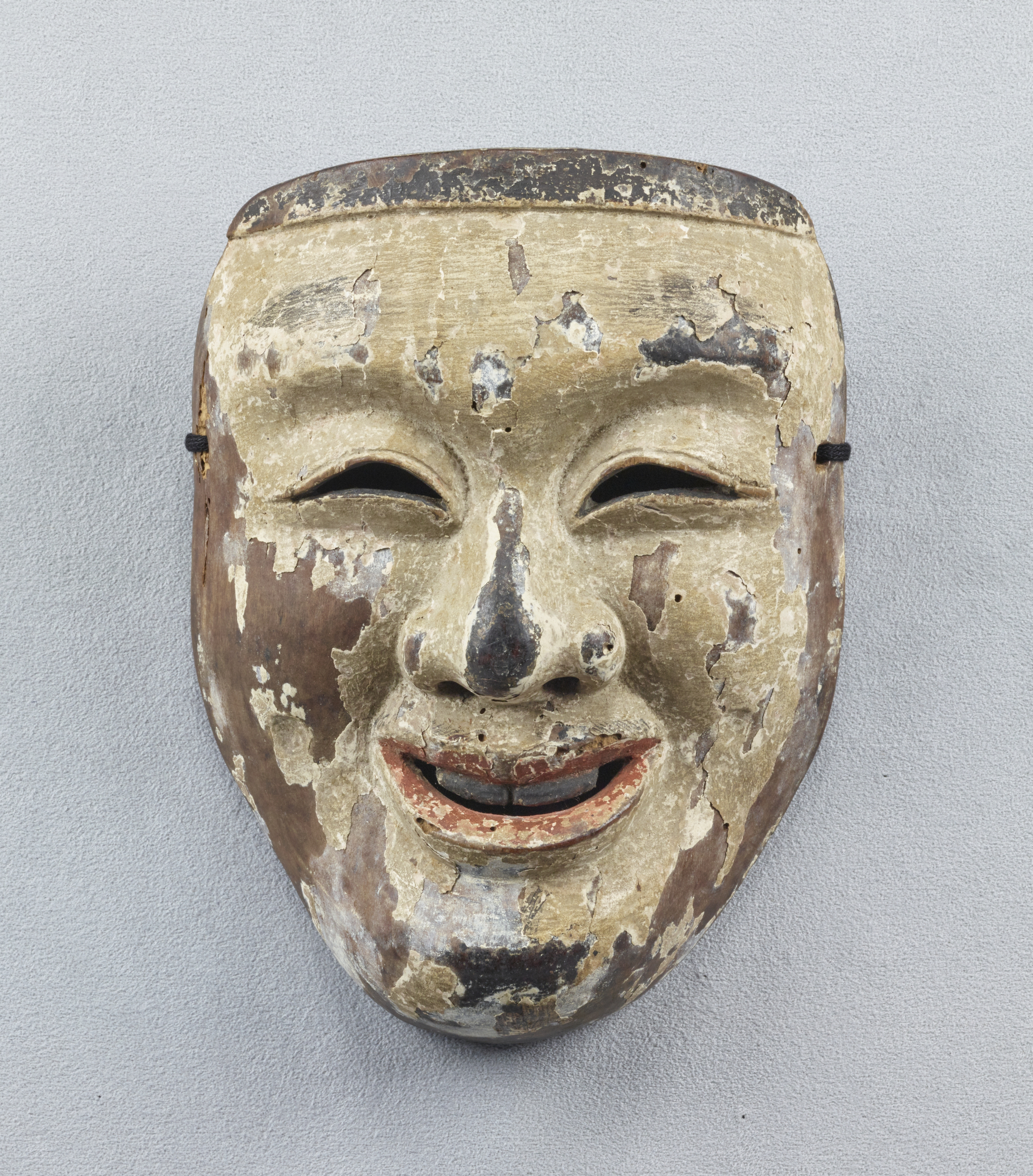
延命冠者（えんめいかじゃ） 南北朝 - 室町時代 14 - 15世紀
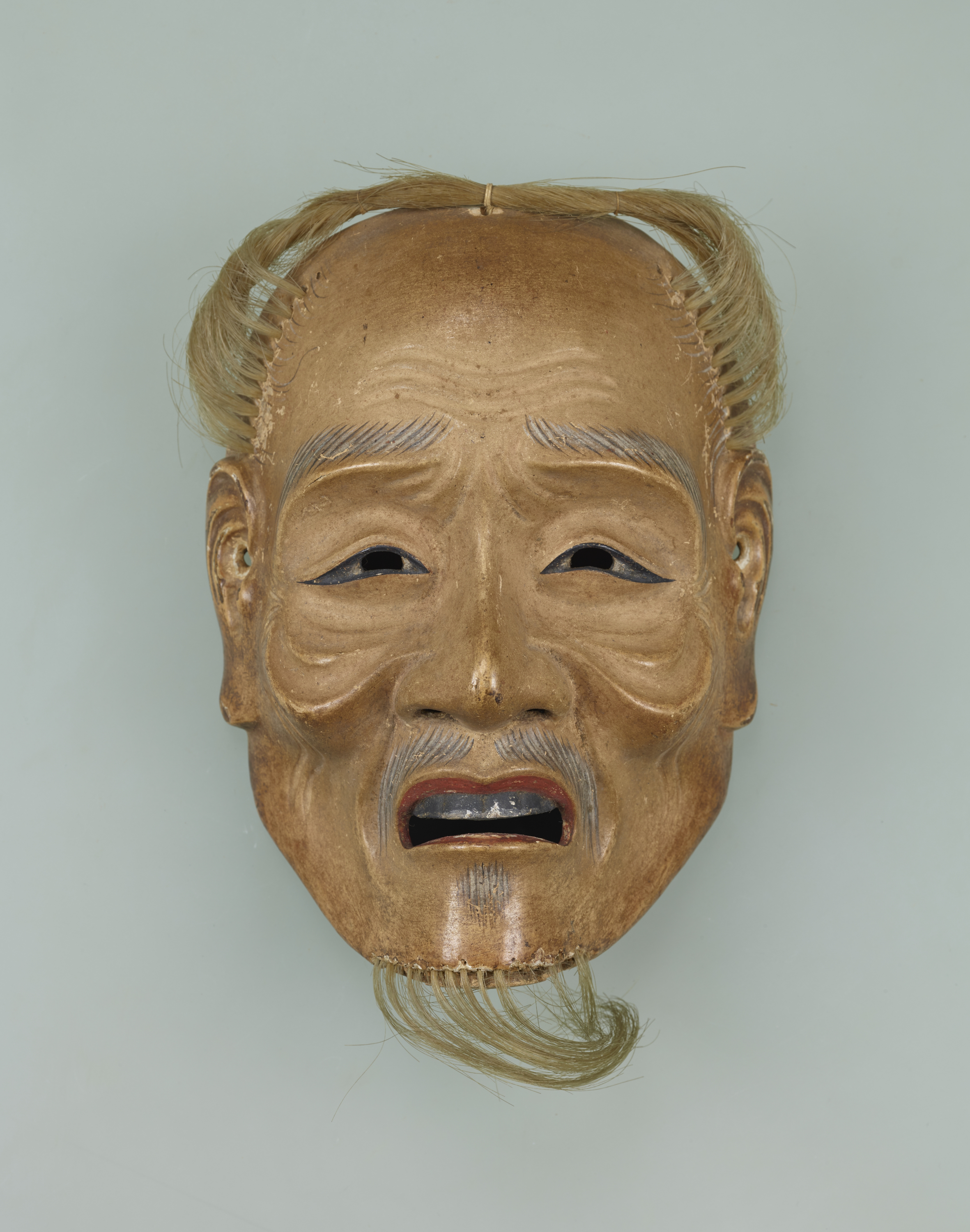
阿古父尉（あこぶじょう） 安土桃山 - 江戸時代 16 - 17世紀
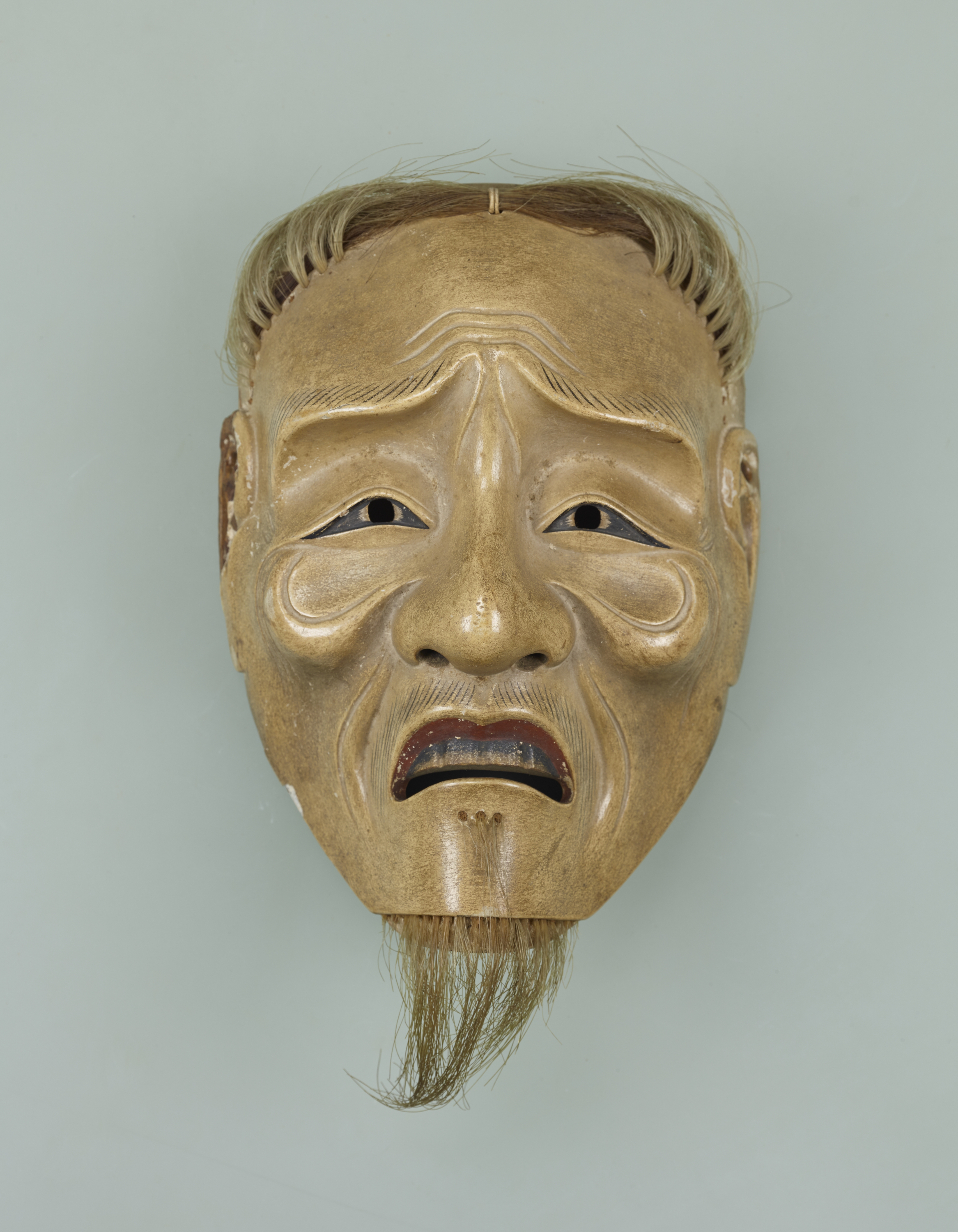
小尉（こじょう） 江戸時代 18 - 19世紀
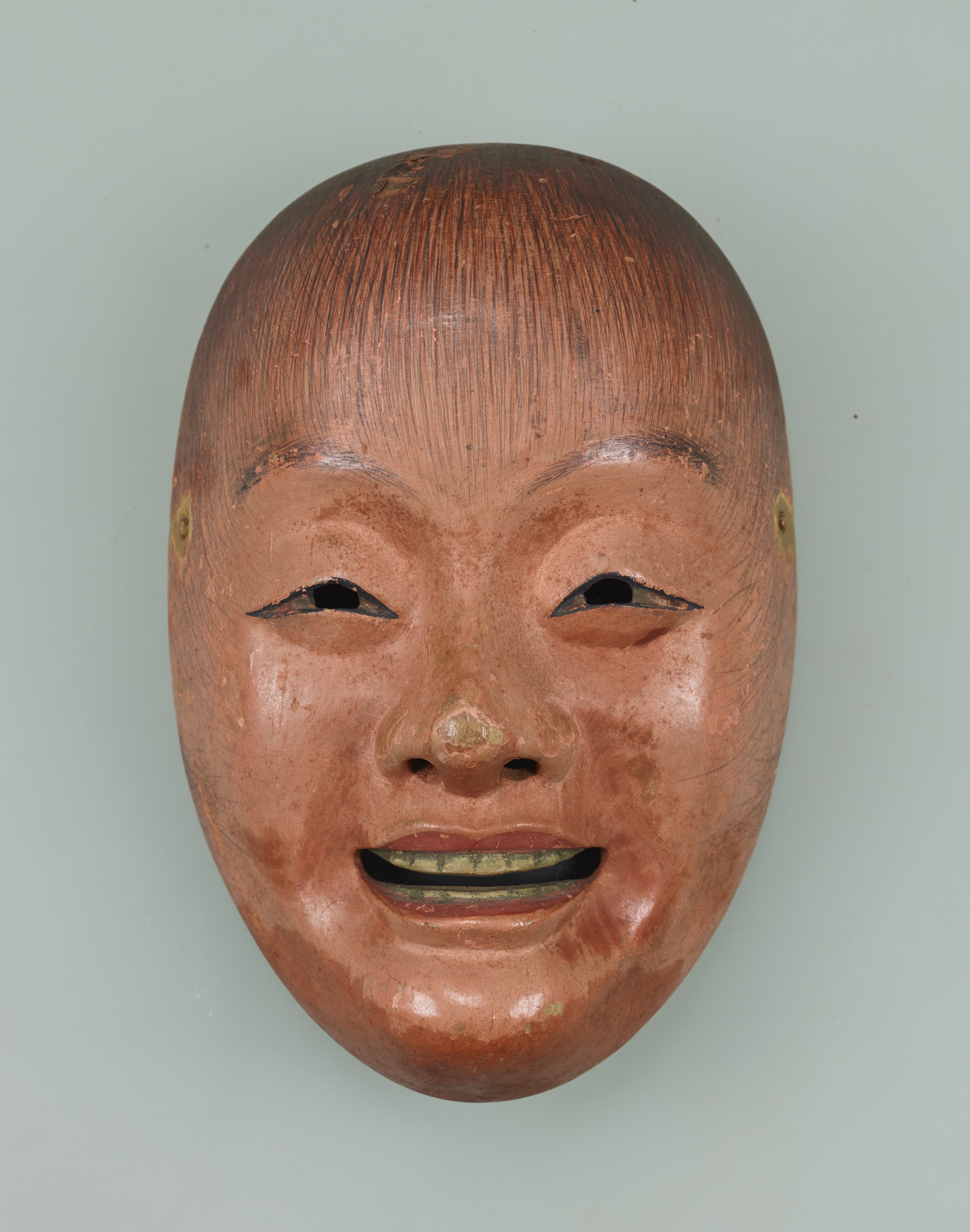
猩々（しょうじょう） 室町時代 15 - 16世紀
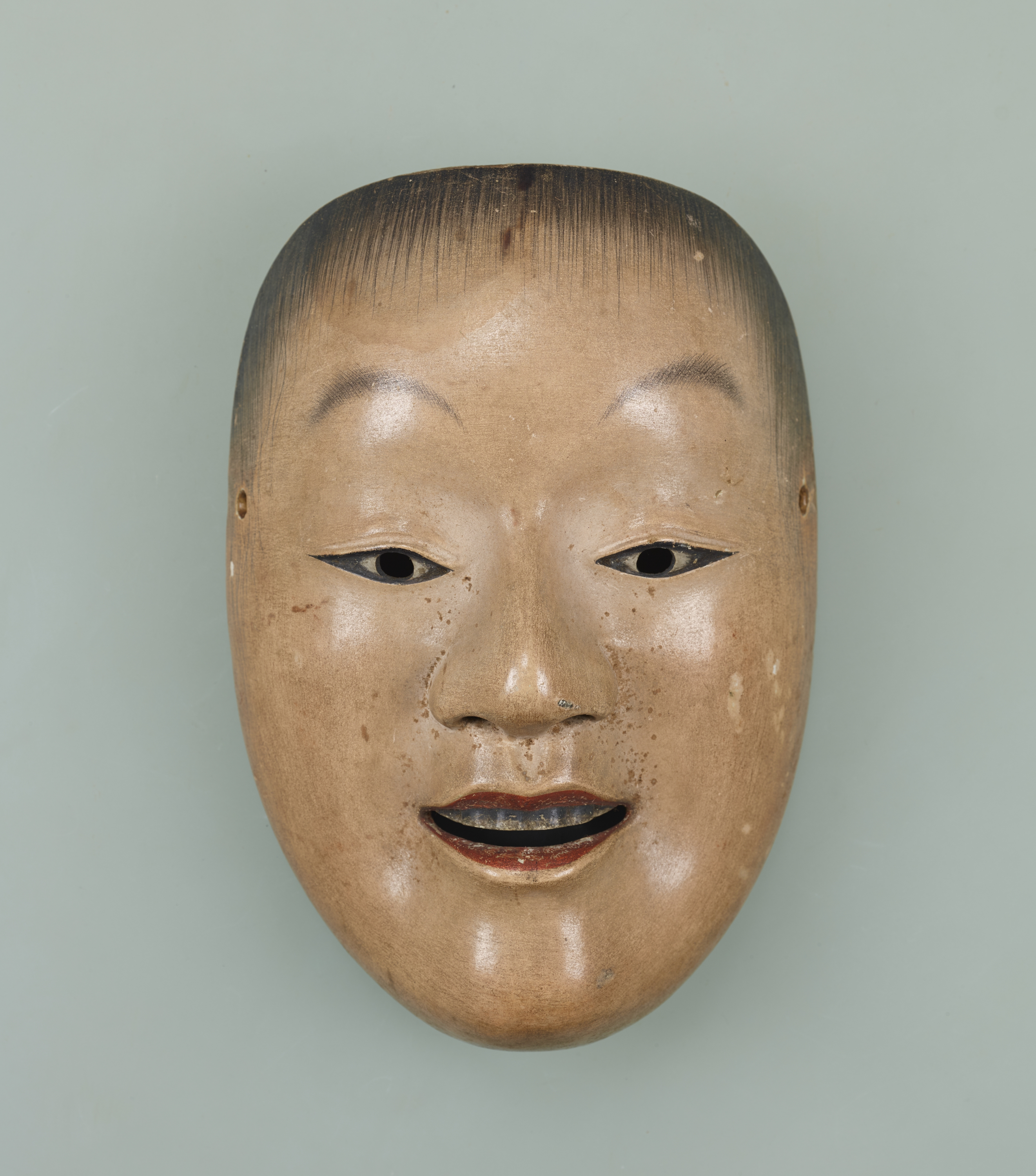
童子 江戸時代 17 - 18世紀
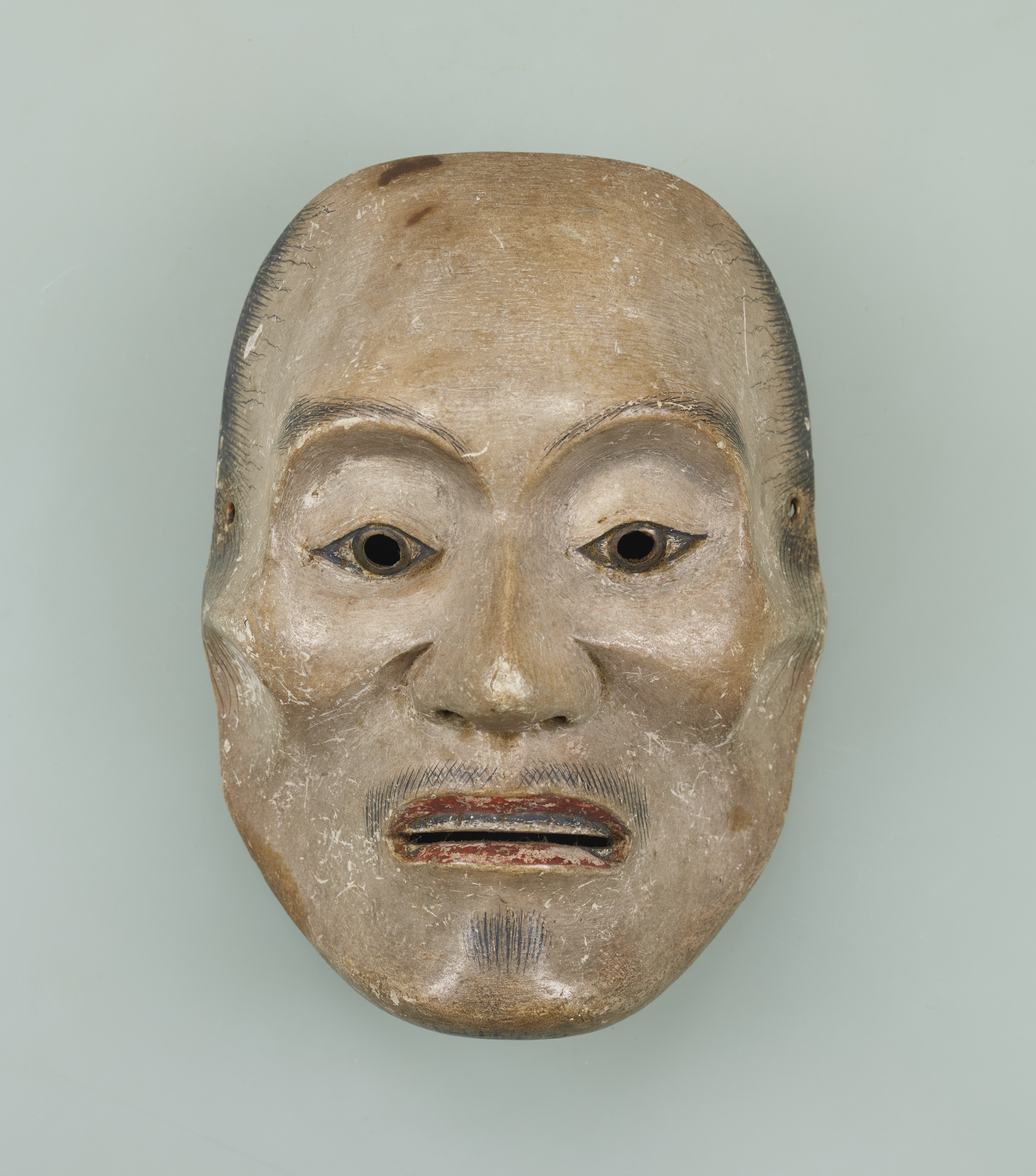
痩男 江戸時代 17 - 18世紀 「児玉近江」焼印
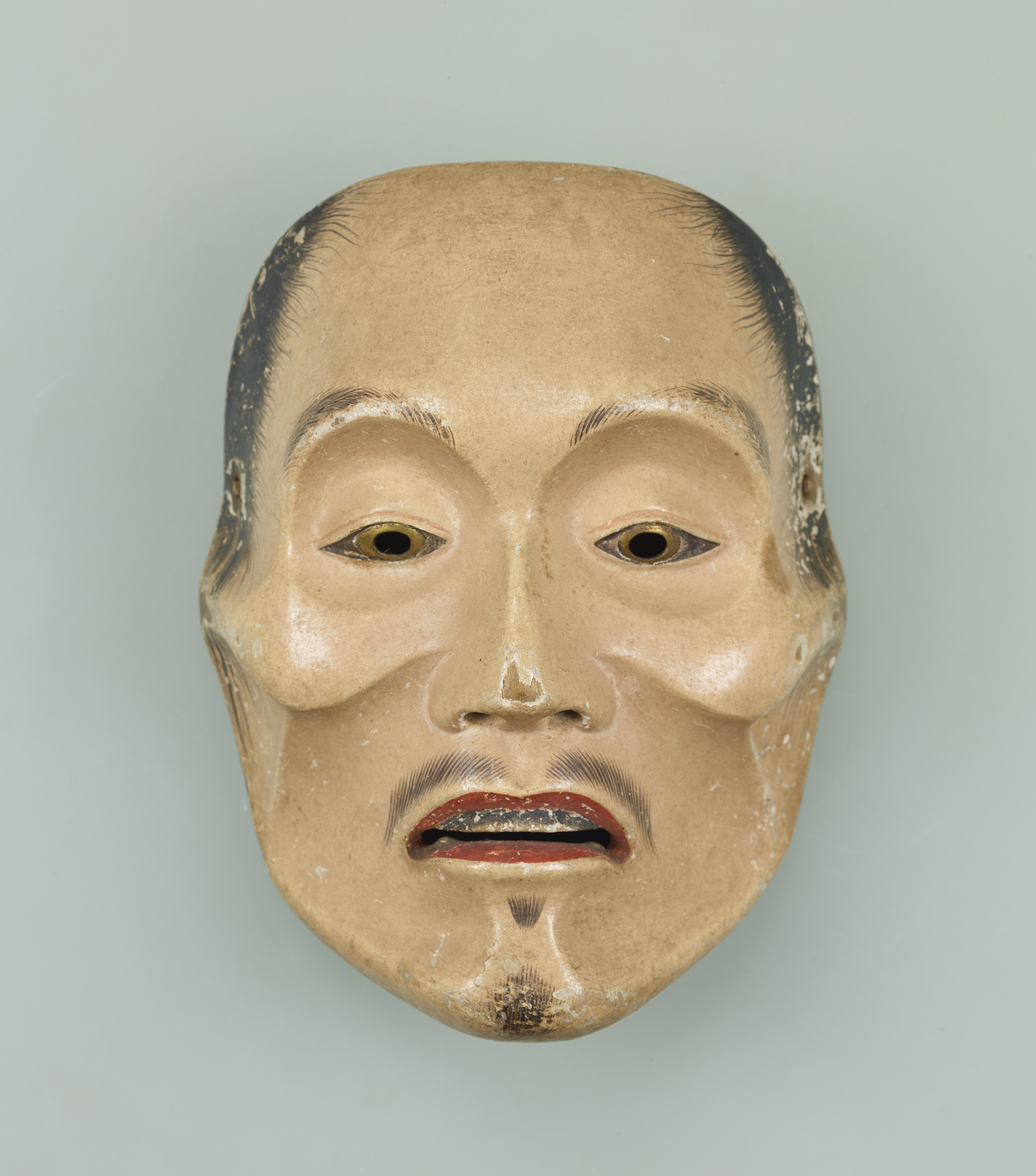
痩男 江戸時代 18世紀
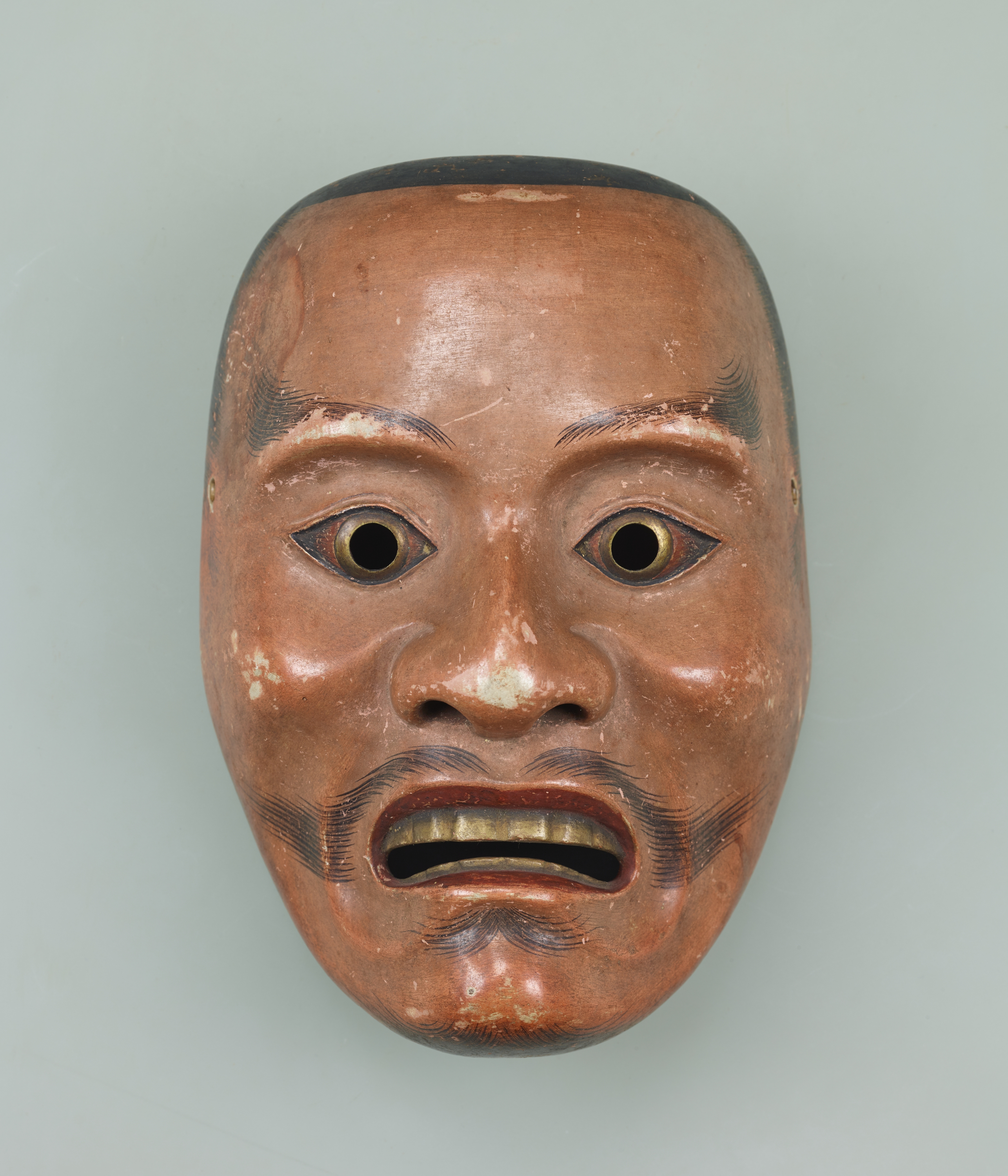
怪士（あやかし） 江戸時代 17 - 18世紀 「天下一備後」焼印
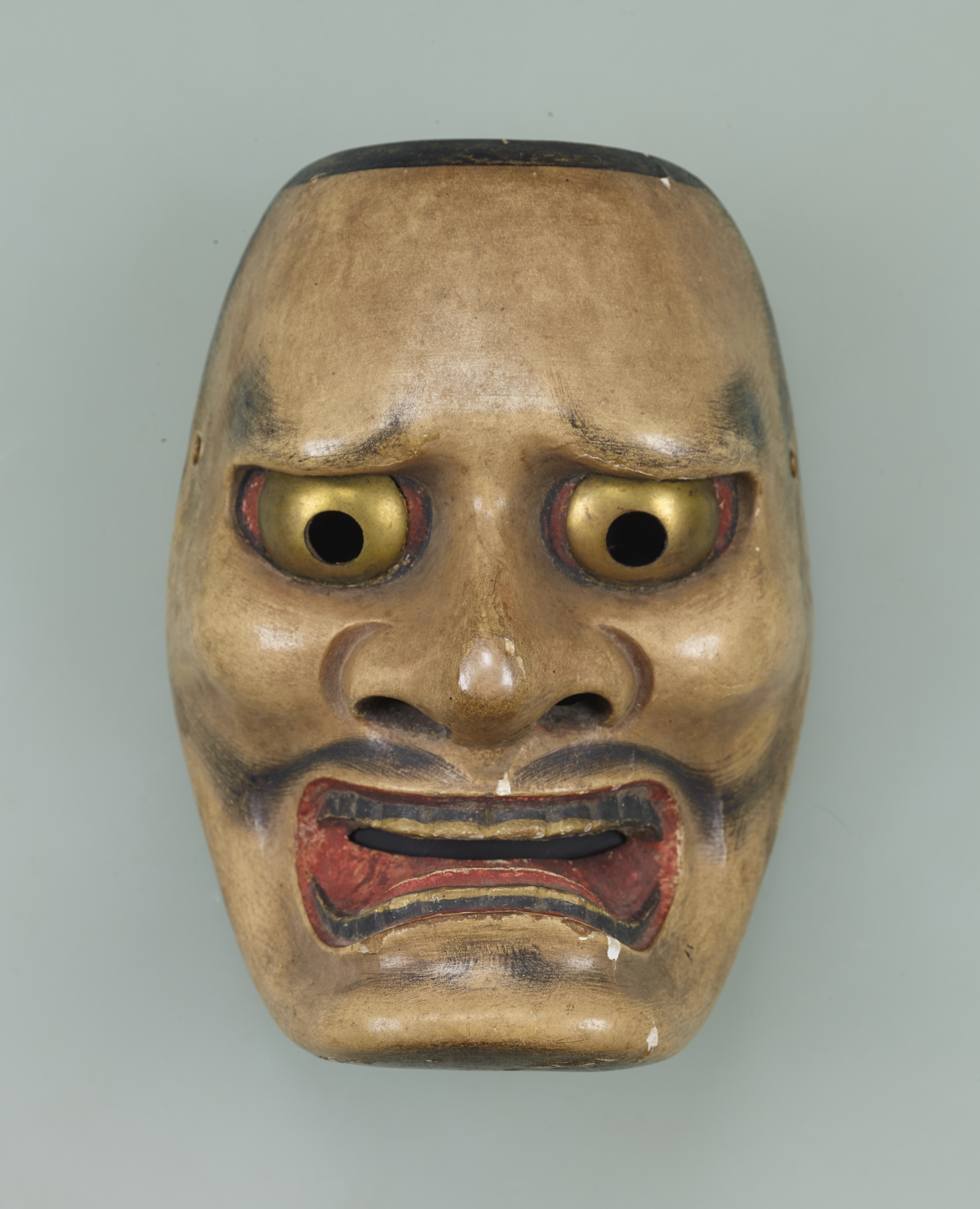
黒髭 安土桃山時代 16世紀
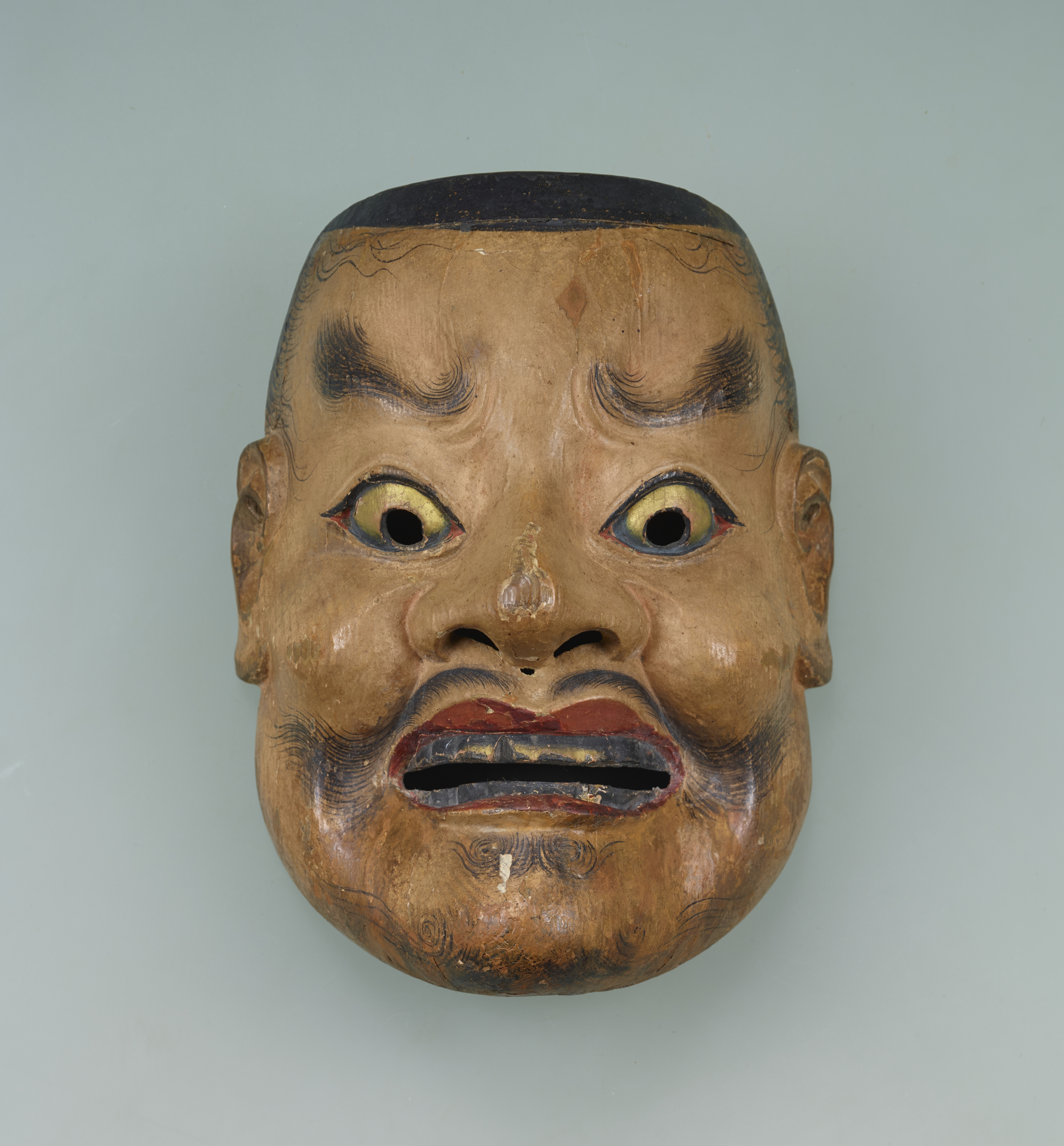
大天神（おおてんじん） 室町時代 15世紀
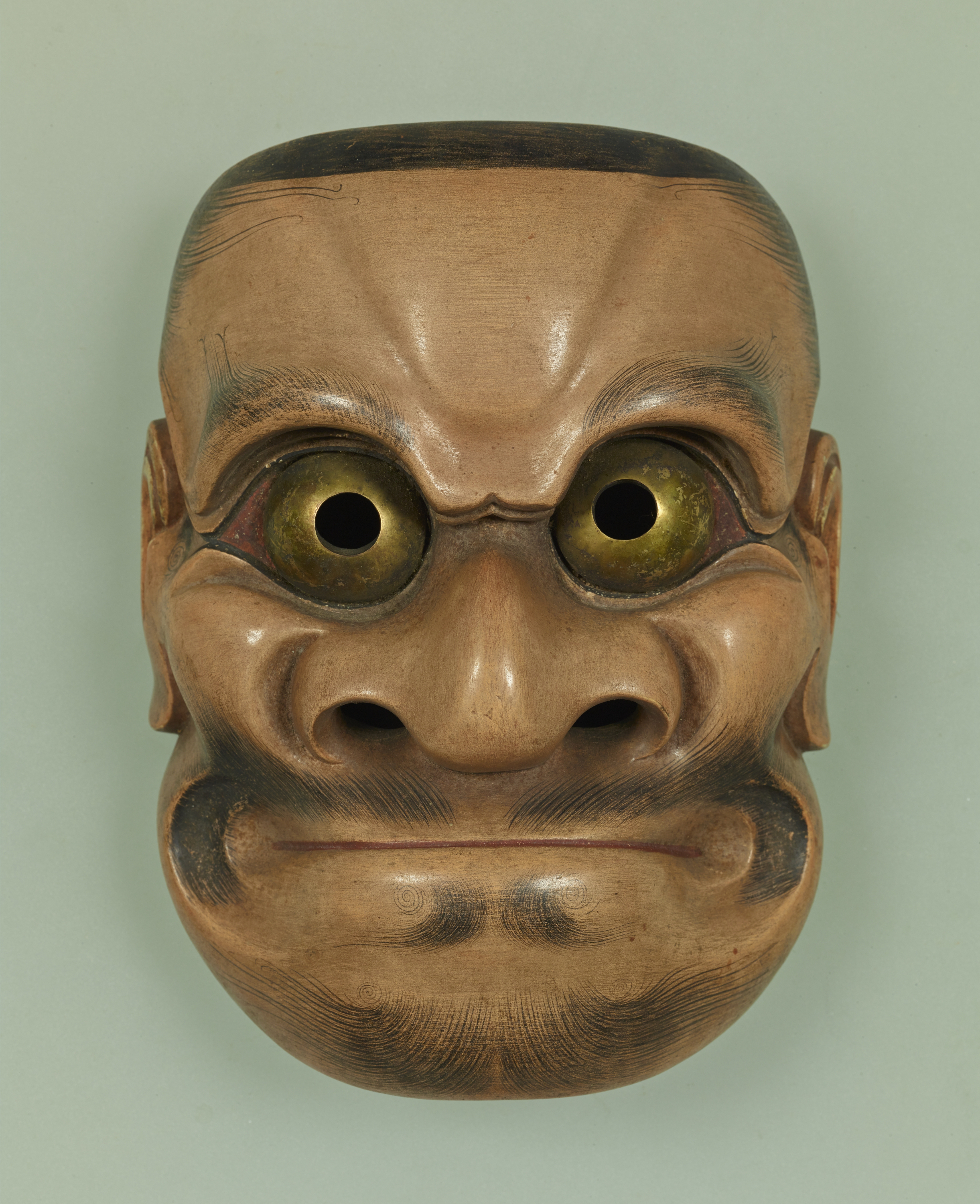
長霊癋見（ちょうれいべしみ） 江戸時代 17世紀 「天下一近江」焼印
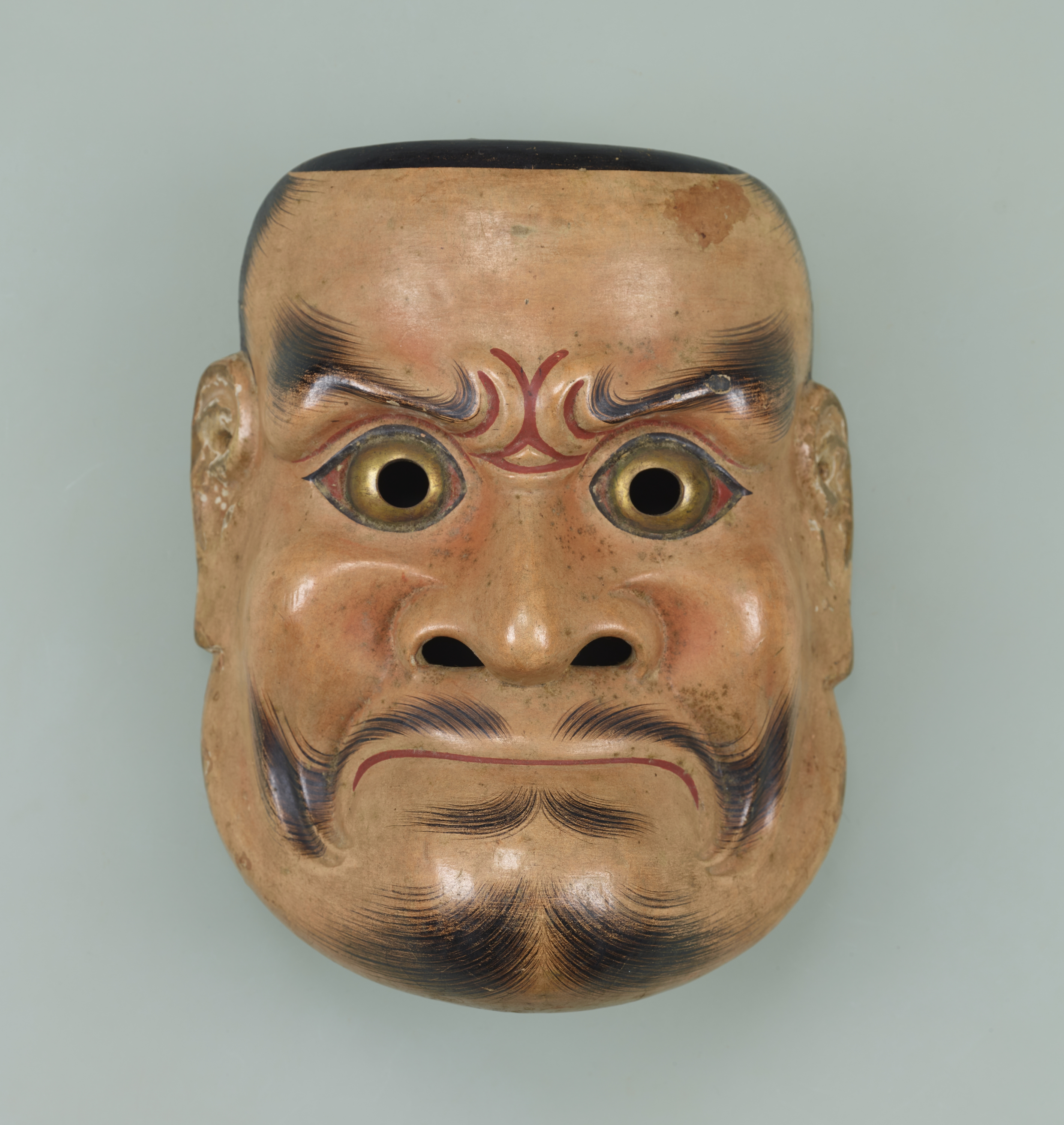
小癋見（こべしみ） 江戸時代 18世紀
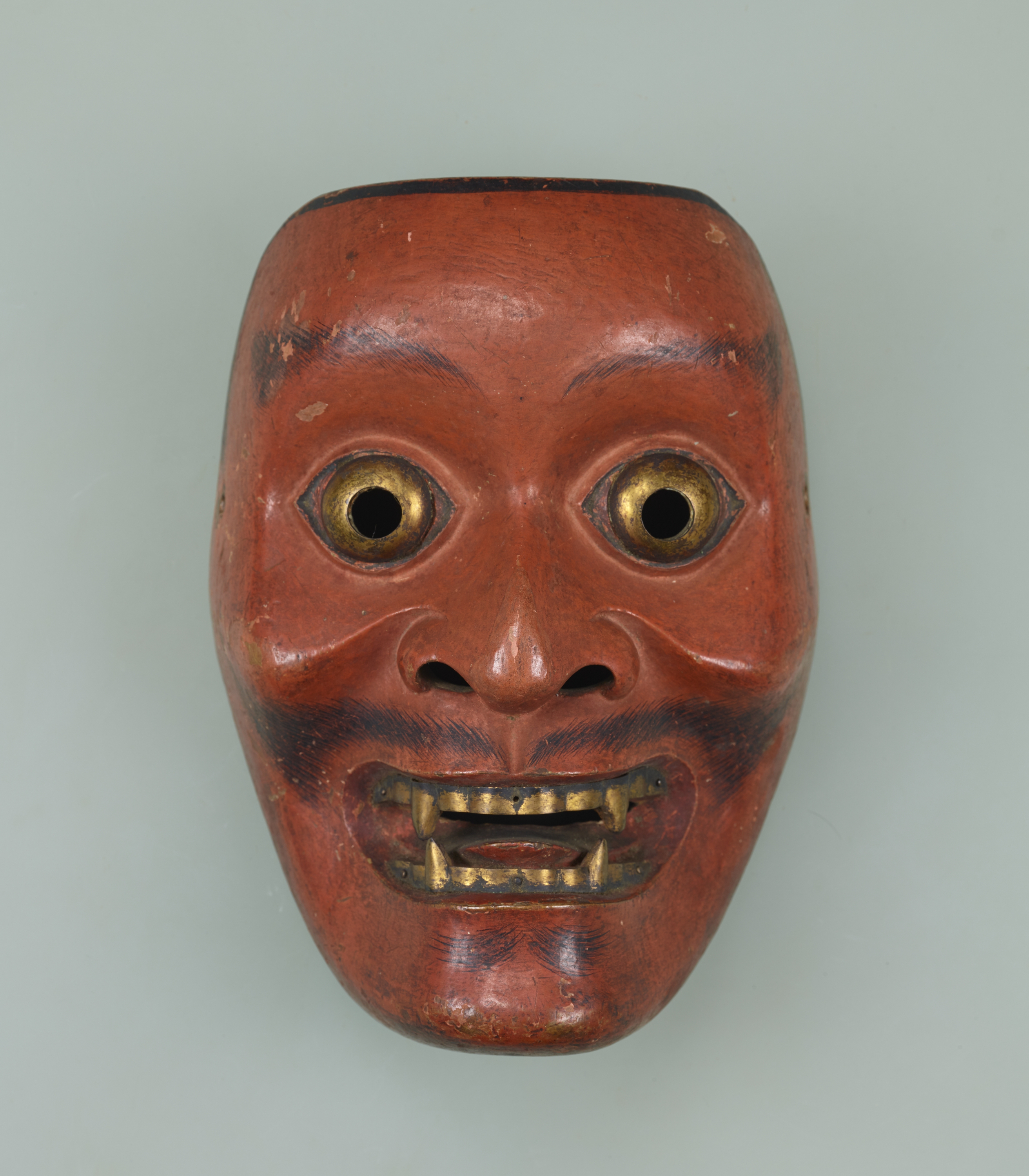
猿飛出（さるとびで） 室町 - 安土桃山時代 16世紀
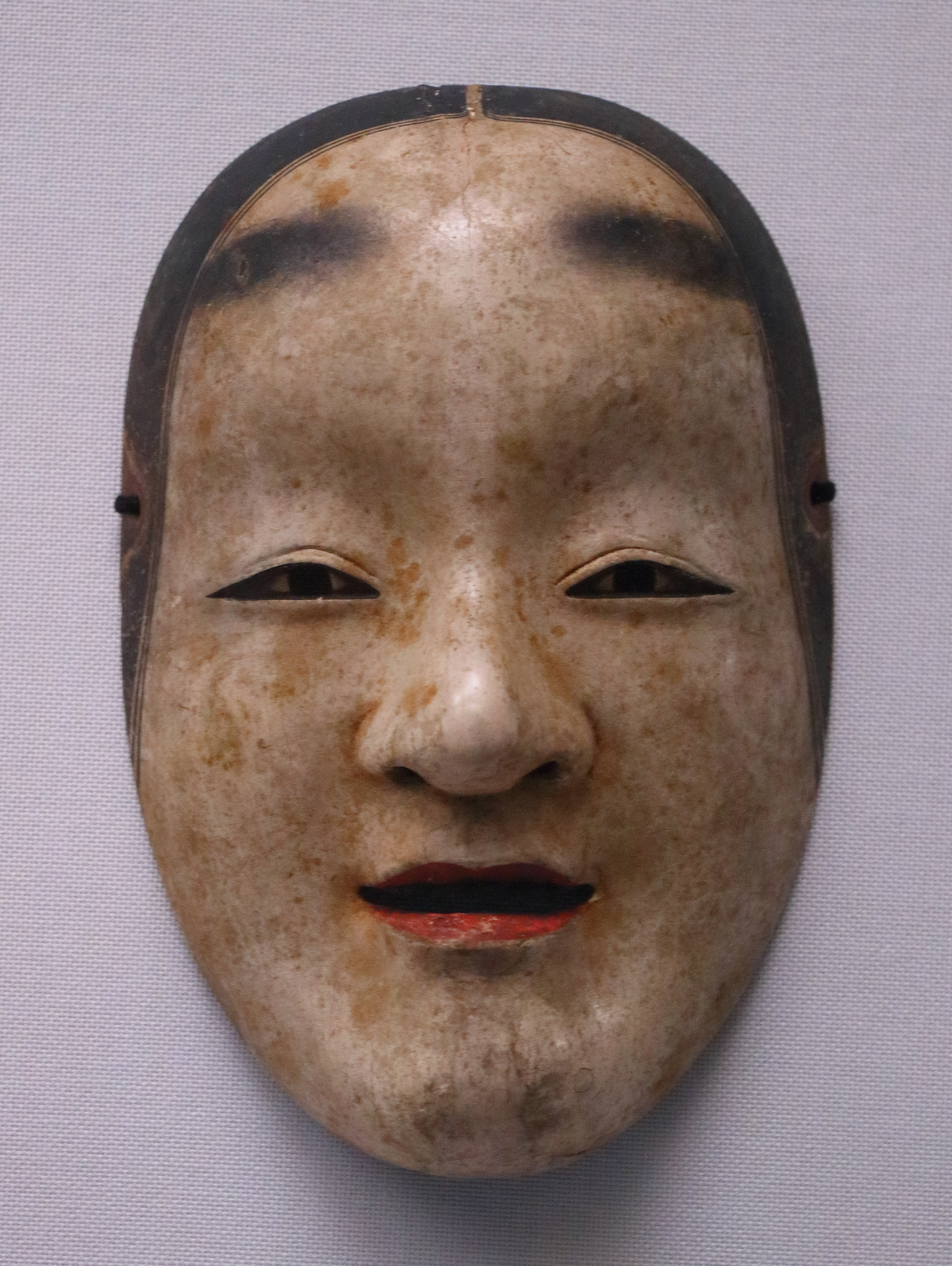
小面（こおもて） 室町時代 15 - 16世紀
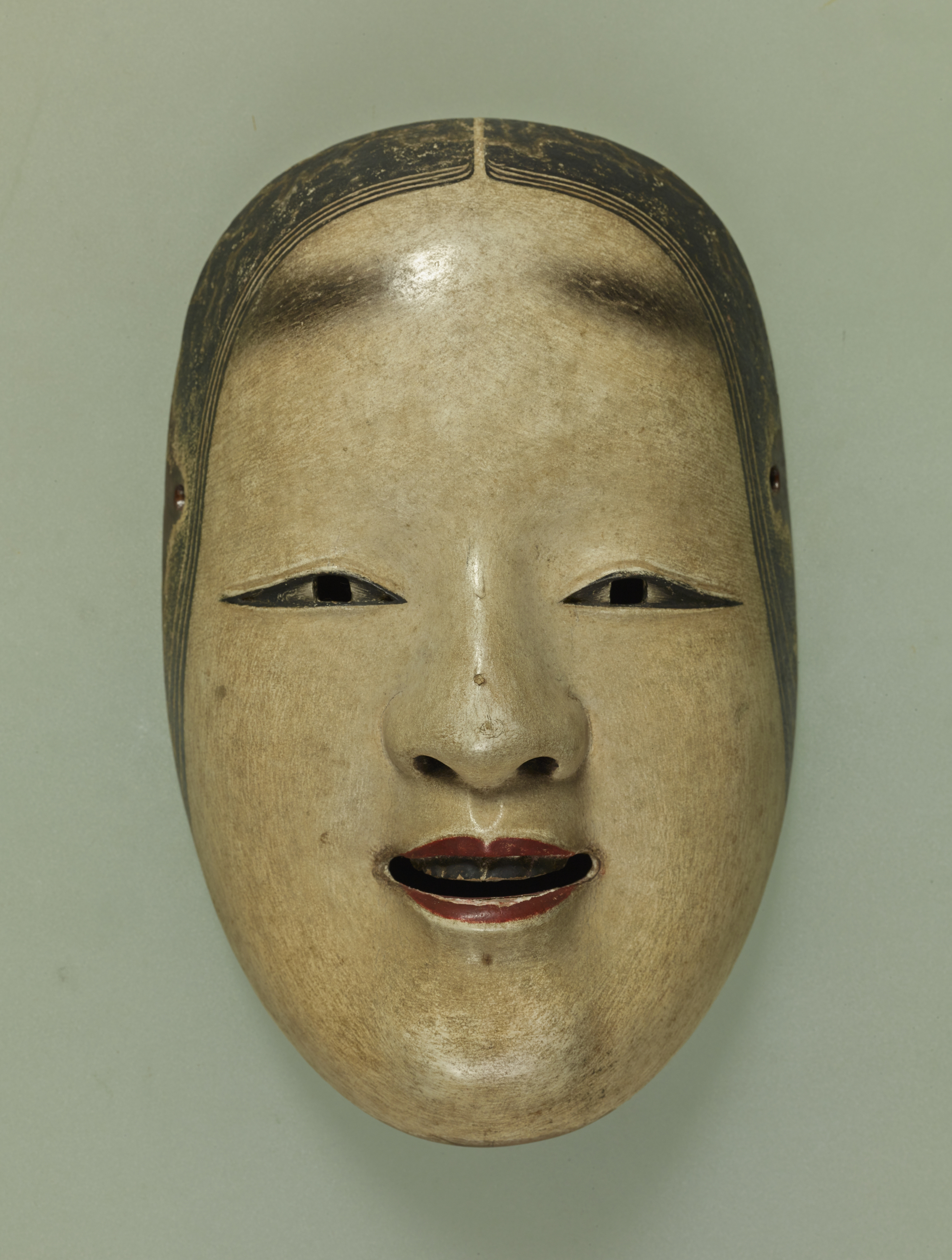
小面 江戸時代 17世紀 「天下一河内」焼印
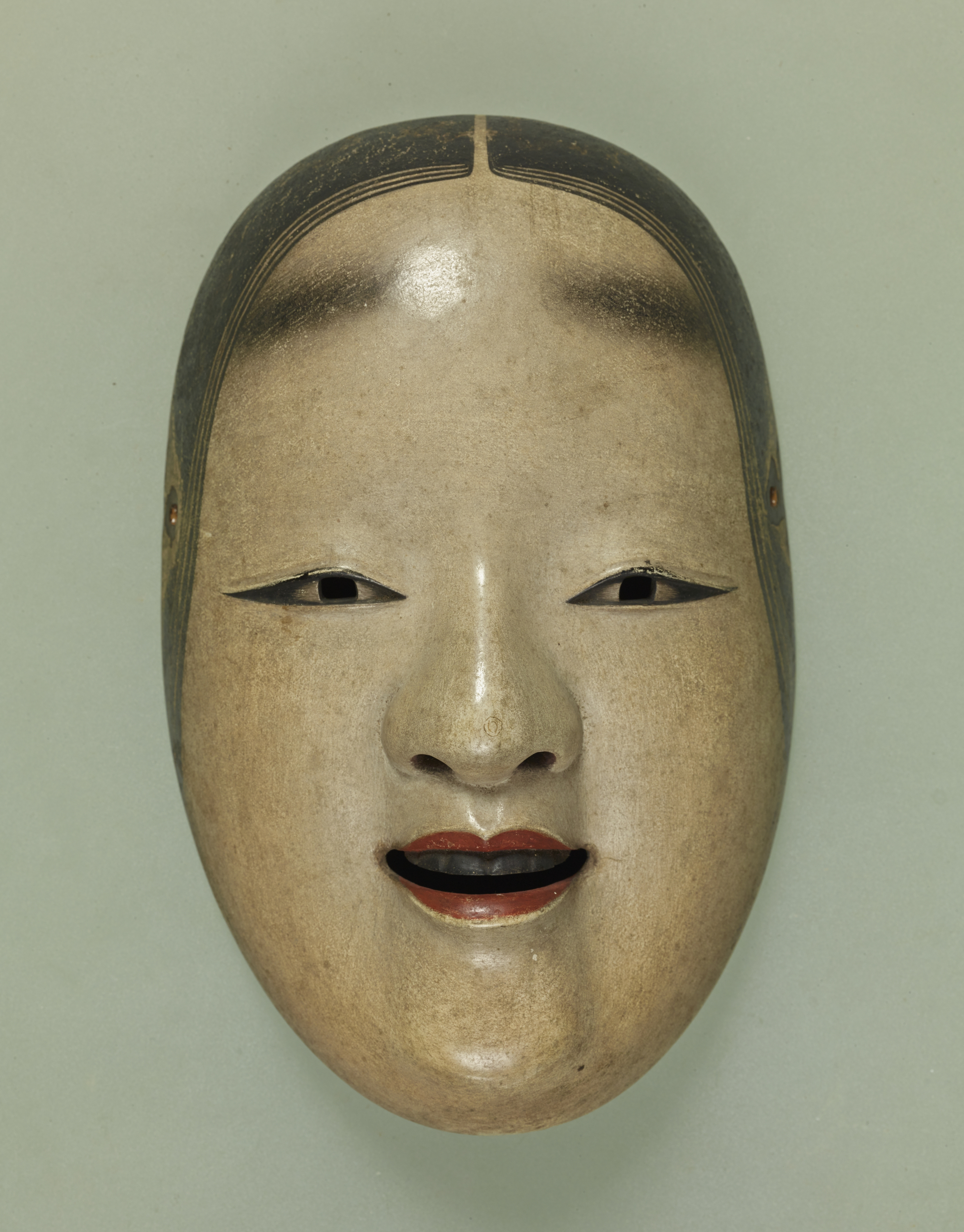
小面 江戸時代 17 - 18世紀 「出目満昆」焼印
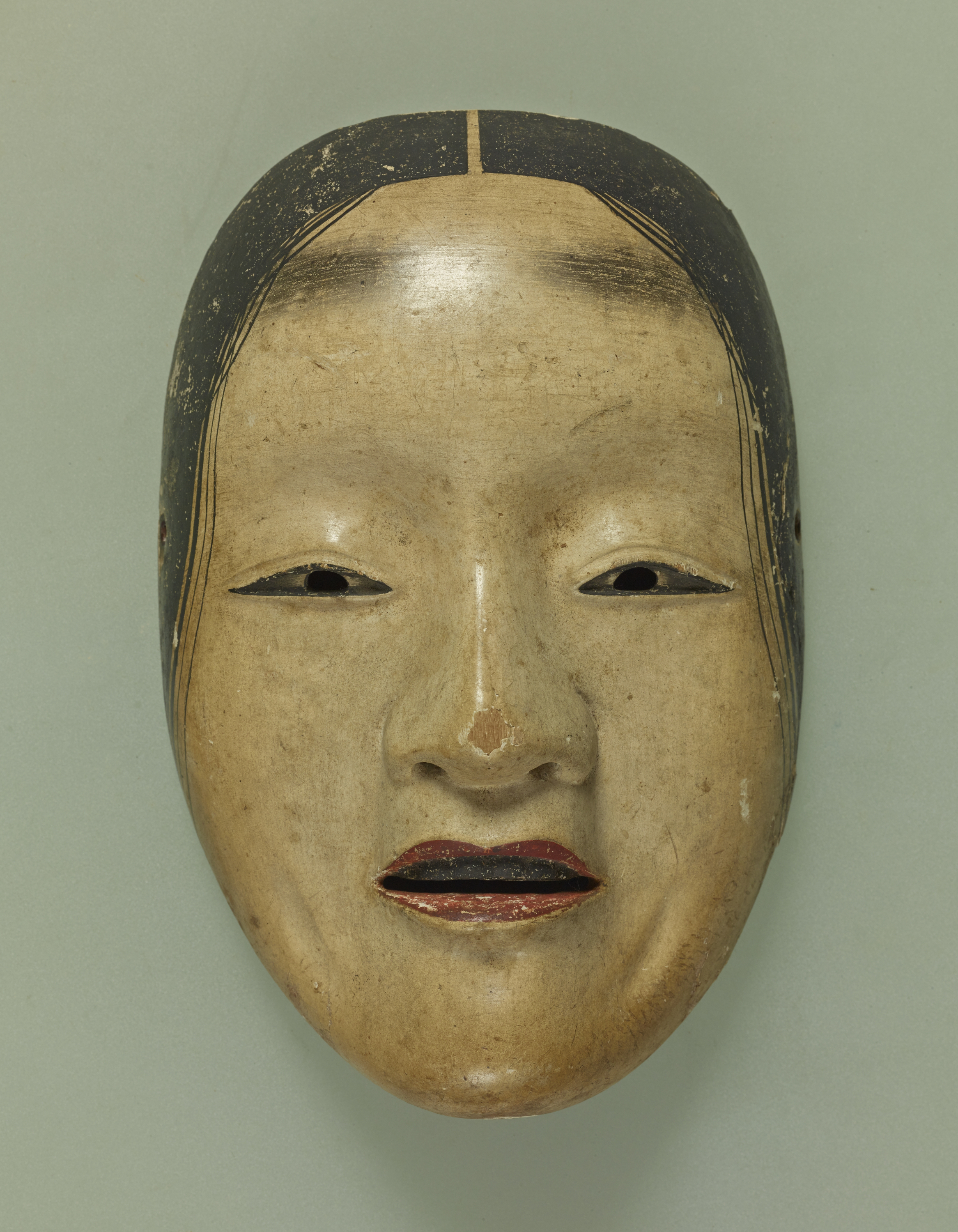
曲見（しゃくみ） 室町時代 15 - 16世紀
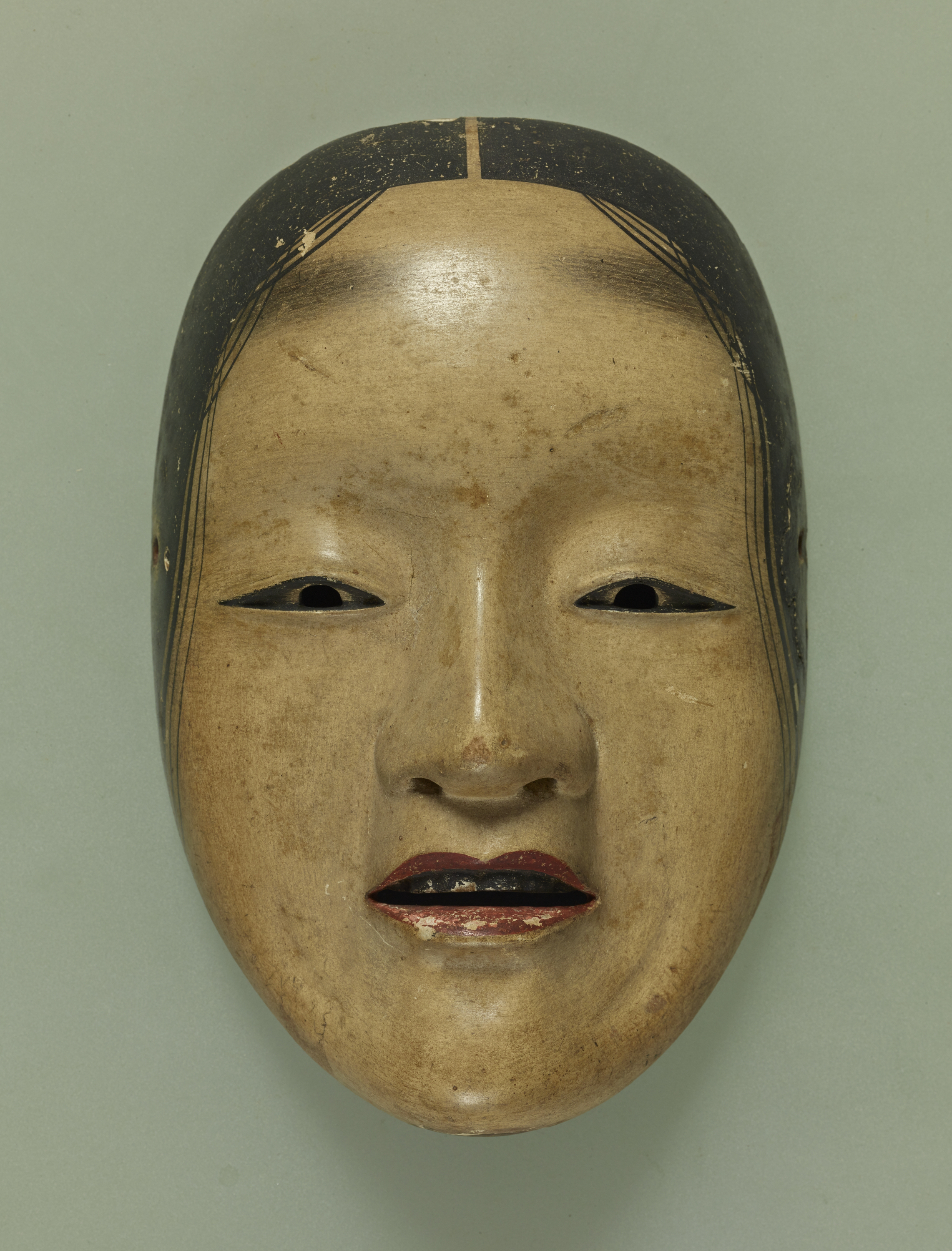
曲見 江戸時代 17世紀
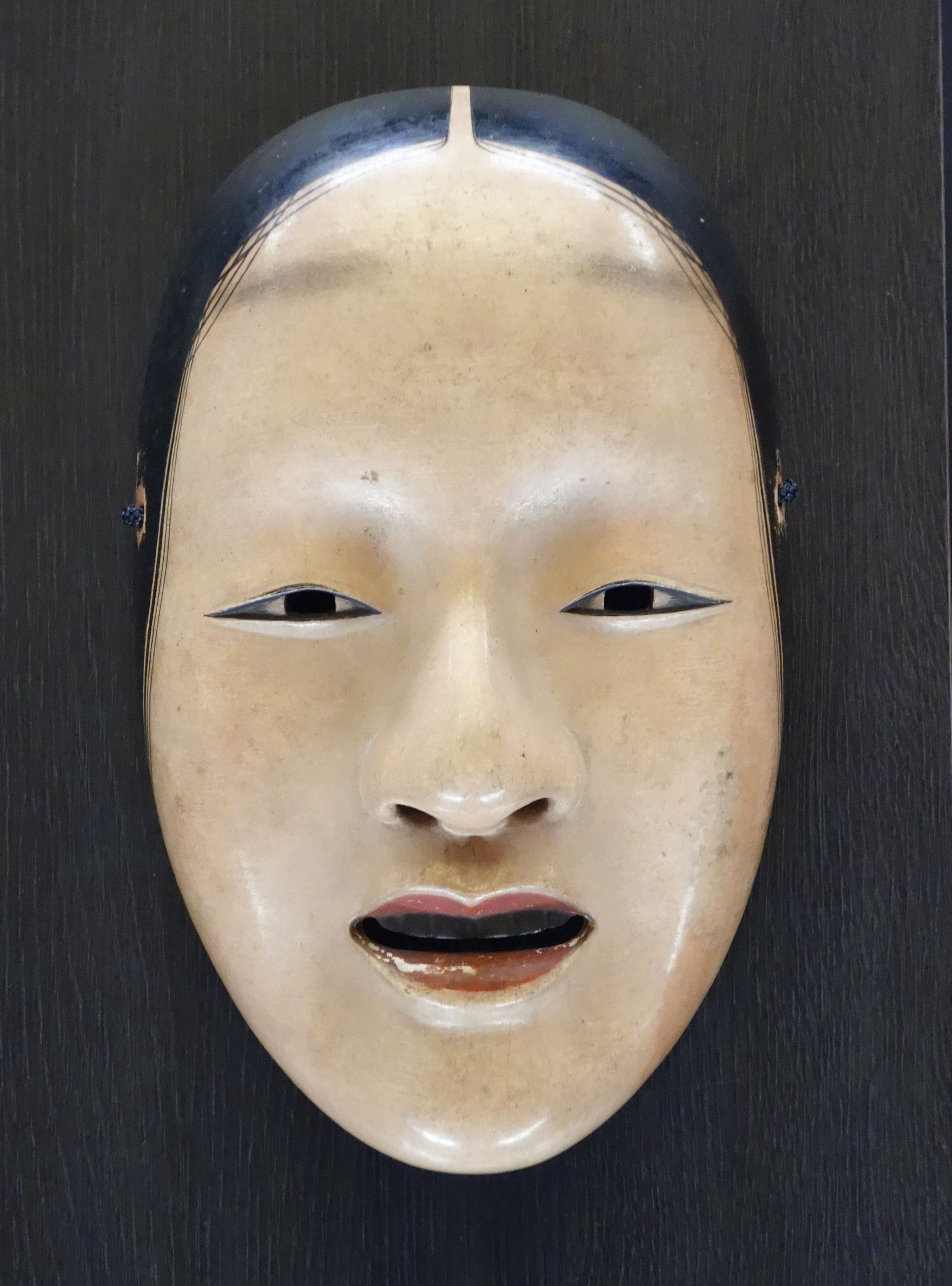
増女（ぞうおんな） 江戸時代 17 - 18世紀
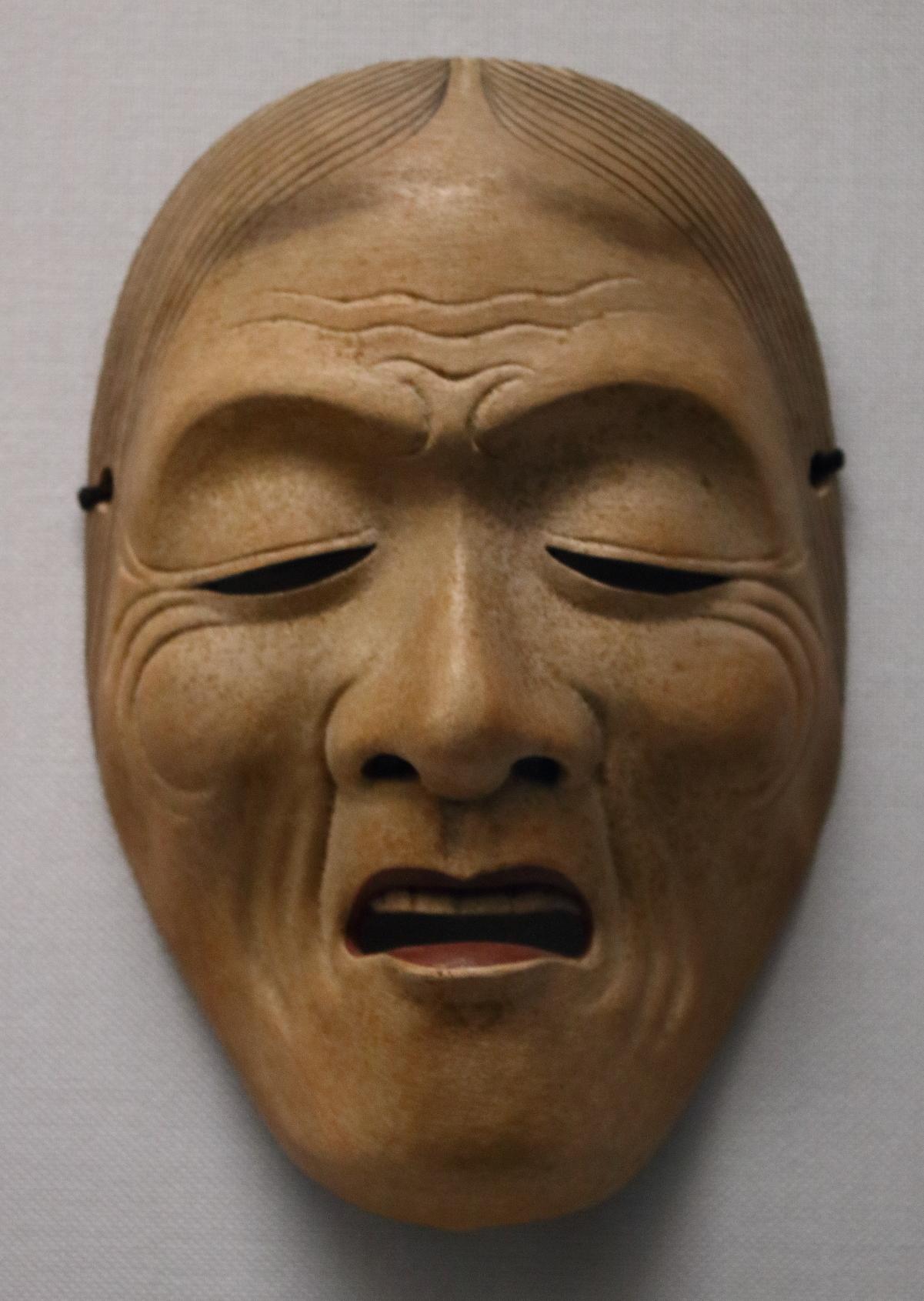
姥（うば） 室町 - 安土桃山時代 16世紀
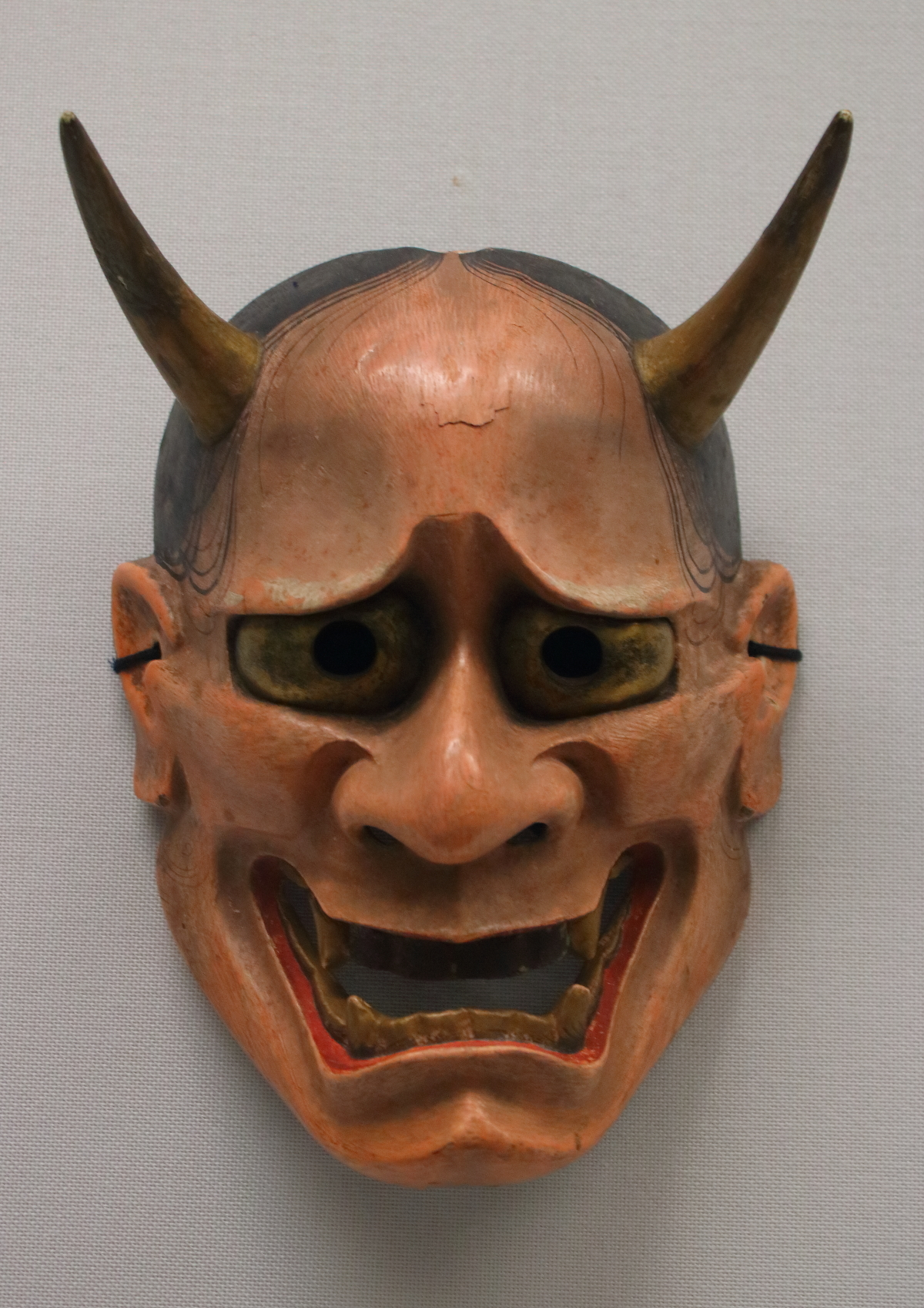
般若 江戸時代 17世紀

※上の画像の能面はいずれも東京国立博物館所蔵「金春宗家伝来能面」47面（重要文化財）のうち。
※各能面の名称・制作年代は、東京国立博物館編集・発行『金春家伝来の能面・能装束』、2017、による。